# 1980 w sztukach plastycznych
Wydarzenia w sztukach plastycznych i wizualnych w 1980 roku.

## Wydarzenia
- Achille Bonito Oliva stworzył termin "transawangarda" na określenie sztuki m.in. Sandra Chii, Francesca Clemente i Enzo Cucchi[1].
- Odbyły się XVIII Międzynarodowe Spotkania Artystów, Naukowców i Teoretyków Sztuki w Osiekach.

## Malarstwo
- Andy Warhol

cykl Dziesięć portretów Żydów XX wieku
- Antoni Tàpies

Niebieski i dwa krzyże
Wielki czerwono-czarny dyptyk
- Marc Chagall

Wielka parada (1979-80) – olej na płótnie
- Edward Dwurnik

z cyklu "Obrazy Duże"
Grudzień 70 – olej na płótnie, 256x416 cm
Czekamy na proroka, olej na płótnie, 250x410 cm
I like this snow (malowany z Polą Dwurnik) – olej na płótnie, 255x440 cm
- Hans Rudolf Giger

Biomechaniczna metempsychoza – akryl na papierze, 70x100 cm
- David Hockney

Kanion Nichols
- Roy Lichtenstein

Scena w lesie (ang. Forest Scene) – olej i farba na płótnie, 243,7x325 cm

## Plakat
- Jan Młodożeniec

plakat do filmu Jajo węża – format B1
- Franciszek Starowieyski

plakat do filmu Rycerz – format B1
plakat do sztuki teatralnej Makbet – format A1
plakat do sztuki teatralnej Samuel Zborowski – format B1
plakat do sztuki teatralnej Żaby

## Rzeźba
- Władysław Hasior

Tym co walczyli o polskość i wolność ziem Pomorza

## Nagrody
- * Nagroda im. Jana Cybisa – Stefan Gierowski
- World Press Photo – David Burnett[15]
- 8. Międzynarodowe Biennale Plakatu[16]

Złoty medal w kategorii plakatów ideowych – Grapus
Złoty medal w kategorii plakatów promujących kulturę – Gerhard Lienemeyer, Gunter Rambow, Michael Van de Sand
Złoty medal w kategorii plakatów reklamowych – Jan Młodożeniec

## Urodzeni
- Michał Bałdyga – polski artysta, performer, twórca instalacji
- Basia Bańda – polska malarka
- Haris Epaminonda – cypryjska artystka multimedialna

## Zmarli
- Agnes Miller Parker (ur. 1895), brytyjska malarka, graficzka oraz ilustratorka
- Jerzy Zieliński (ur. 1943), polski malarz i poeta
- 18 stycznia – Cecil Beaton (ur. 1904), brytyjski kostiumograf i scenograf filmowy i teatralny
- 22 lutego – Oskar Kokoschka (ur. 1886), austriacki malarz, poeta i grafik
- 18 marca – Tamara Łempicka (ur. 1898), polska malarka epoki art déco
- 21 kwietnia – Ľudovít Fulla (ur. 1902) słowacki malarz, grafik, ilustrator, scenograf
- 7 czerwca – Philip Guston (ur. 1913), amerykański malarz ekspresjonista
- 23 czerwca – Clyfford Still (ur. 1904), amerykański malarz